# 绢毛绣线菊
绢毛绣线菊（学名：Spiraea sericea）为蔷薇科绣线菊属下的一个种。

## 扩展阅读
- 維基物種上的相關：绢毛绣线菊